# NEXCO中日本開発
NEXCO中日本開発株式会社（ネクスコなかにほんかいはつ）は、愛知県名古屋市中区に本社を置く中日本高速道路株式会社（NEXCO中日本）グループの企業である。
高速道路外の商業施設等の開発・管理・運営を事業としている。NEXCO中日本の完全子会社（連結子会社）。

## 沿革
- 2014年（平成26年）4月8日 : 会社設立[1]。
- 2015年（平成27年）4月24日 : 当社第1号の運営施設となる、「テラスゲート土岐」がオープン[2][3][4]。

## 運営施設
- テラスゲート土岐 - 岐阜県土岐市（東海環状自動車道・土岐南多治見インターチェンジ隣接地）[注 1]

## 関連会社
- 中日本高速道路株式会社